# إوزاويات
الإوزاويات (الاسم العلمي: Anseres) هي رتيبة تتبع رتبة الإوزيات من صف الطيور الحديثة.

## فصائل
- البط